# Arusan
Arusan is een bestuurslaag in het regentschap Pidie van de provincie Atjeh, Indonesië. Arusan telt 168 inwoners (volkstelling 2010).